# Fused Deposition Modeling

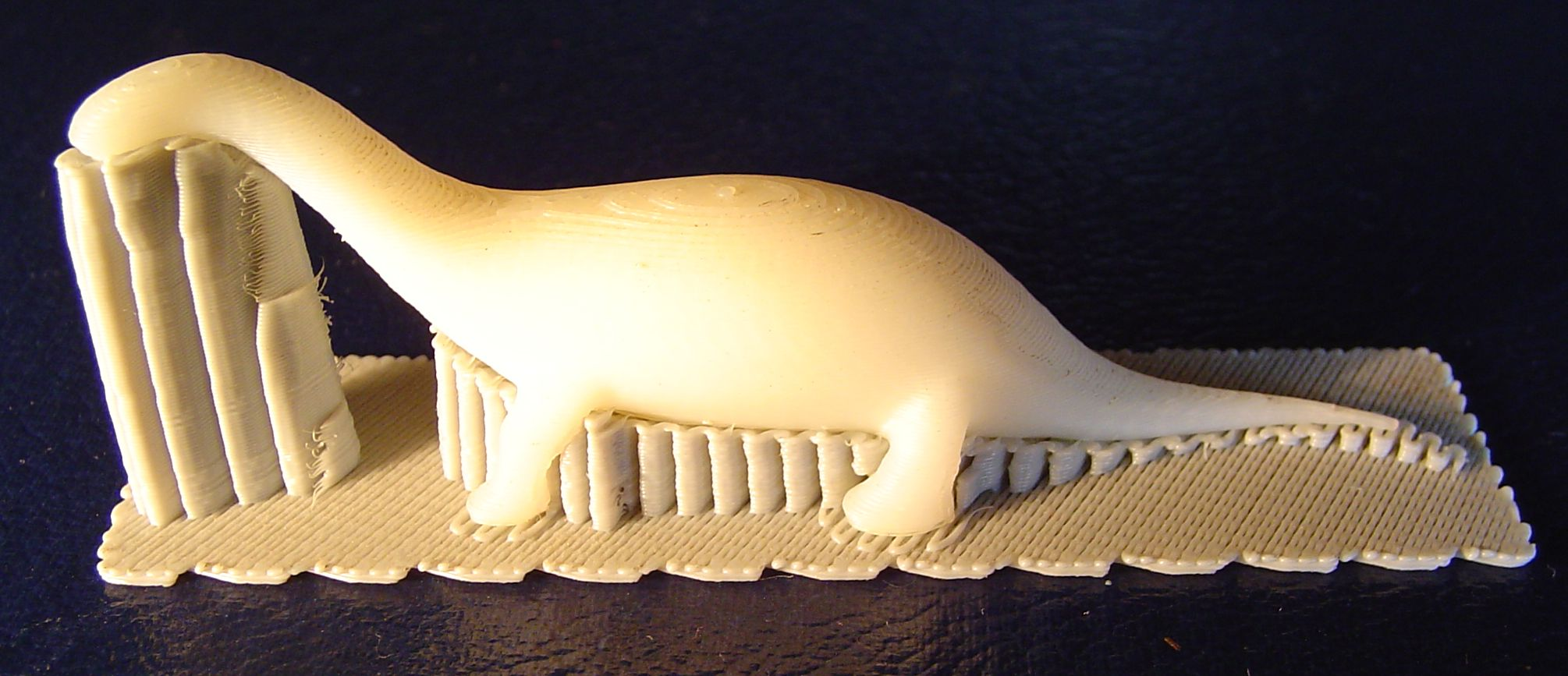
Kunststoffmodell eines Dinosauriers mit schichtweisem Auftrag und Stützstruktur

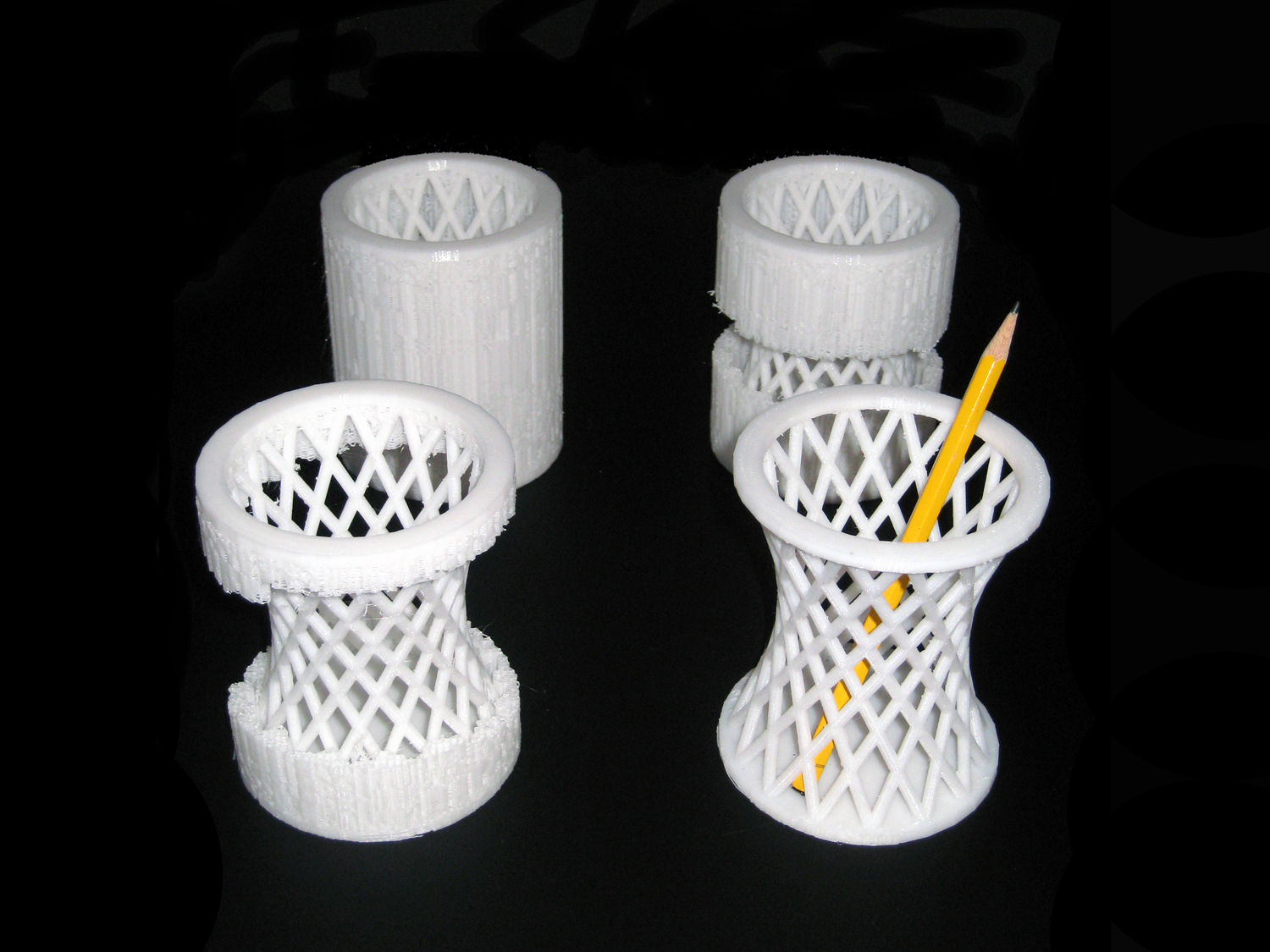
Entfernen von Stützmaterial bei einem 3D-gedruckten Bleistiftständer

Fused Deposition Modeling (FDM) ist das gebräuchlichste Fertigungsverfahren (sowohl für Privatanwender aber auch im industriellen Umfeld) aus dem Bereich der additiven Fertigung. Beim FDM-Verfahren wird ein Werkstück schichtweise aus einem schmelzfähigen Werkstoff, i. d. R. einem thermoplastischen Kunststoff, aufgebaut. 

## Namensgebung
Der Ausdruck „Fused Deposition Modeling“ und seine Abkürzung FDM sind geschützte Marken der Firma Stratasys. Eine alternative Bezeichnung dieses Verfahrens lautet „Fused Filament Fabrication“ (FFF) und wurde von Mitgliedern des RepRap-Projektes geprägt, um einen markenrechtsfreien Wortgebrauch zu ermöglichen. Der VDI hat das Verfahren im August 2019 mit VDI 3405 (in abweichender Schreibweise von Modeling mit Doppel-L) als „Fused Layer Modelling“ (FLM) festgelegt.

## Verfahren

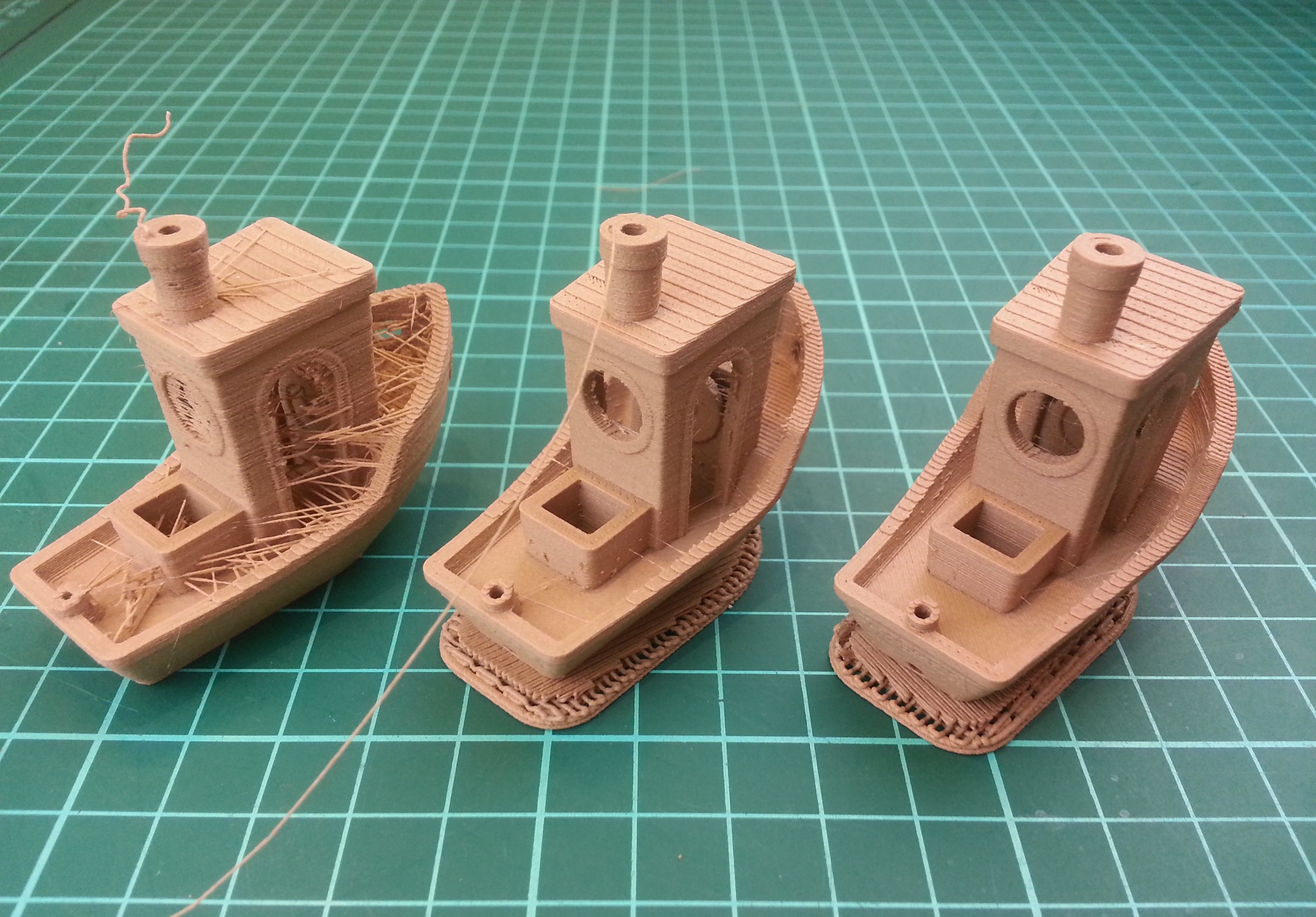
Mehrere 3DBenchy mit deutlich sichtbaren Schichtlinien sowie unterschiedlichen Druck-Defekten

Dieses Verfahren wurde durch S. Scott Crump (dem Gründer von Stratasys) in den späten 1980er Jahren entwickelt und ab den 1990er Jahren kommerziell angewendet. Es ist vergleichbar mit einer CNC-gesteuerten Heißklebepistole. Der Begriff 3D-Drucker wird hierbei oft synonym für FDM-3D-Drucker verwendet obwohl es auch andere Verfahren gibt. Beim FDM-Verfahren wird durch einen Extruder ein Werkstoff durch eine beheizte Düse (Nozzle) geführt, aufgeschmolzen und auf eine Bauplattform bzw. eine bereits zuvor gedruckte Schicht aufgebracht und erstarrt dort wieder. Der Werkstoff wird hier meist als drahtförmiger Werkstoff (Filament) mit einem Durchmesser von 1,75 mm zugeführt, es existieren aber auch Systeme, die direkt ein Granulat verarbeiten.
Der 3D-Drucker trägt den Werkstoff in der Regel schichtweise (planar) auf und erzeugt ein für den FDM-Druck typisches, dreidimensionales Objekt mit einer Linienstruktur entsprechend der gewählten Schichtstärke. Praktisch alle FDM-Drucker verarbeiten hierfür G-Code, ein zur Steuerung von CNC-Anlagen übliches Klartextformat. Dieses wird mit Hilfe eines Programms, dem Slicer, aus üblichen CAD-Datenformaten, wie STL- oder OBJ-Daten, eines Werkstückes oder Modells erzeugt.

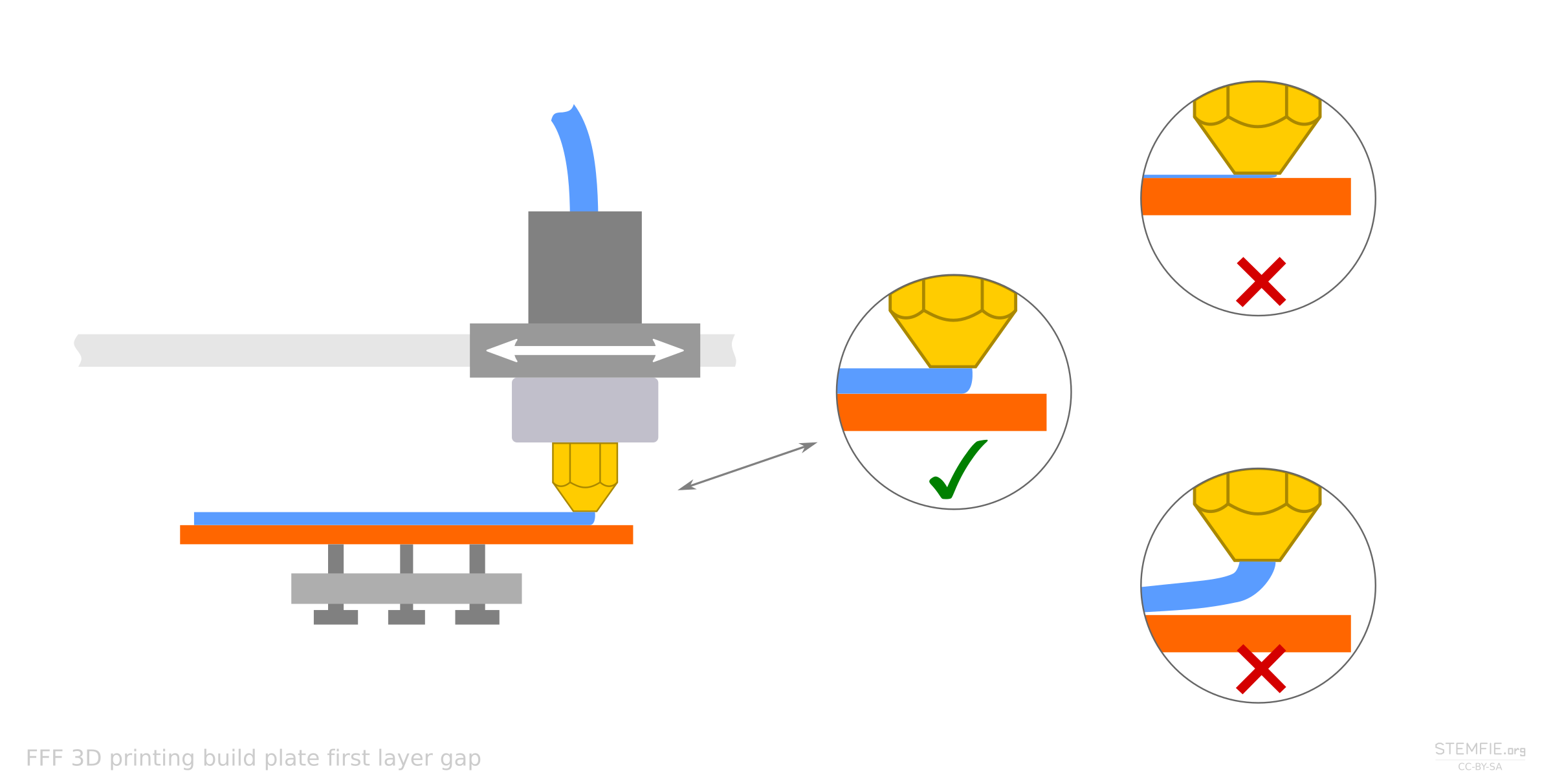
Illustration der 3D-Druck-Kalibrierung der Bauplatte (rot) für die erste Schicht, Heatbreak (grau) mit Düse bzw. Nozzle (gelb) und Filament (blau)

Damit zuverlässig stabile Objekte aufgebaut werden können – und die Teile nicht während des Druckens verrutschen können – muss die erste vom Druckkopf aufgetragene Schicht eine gute Verbindung zur Bauplattform haben. Um die Haftwirkung zu erhöhen, wird deshalb die Bauplattform beheizt, dabei kommt einer gleichmäßigen Temperaturverteilung auch deshalb eine wichtige Rolle zu, damit sich keine Spannungen im Druckmaterial bilden und sich das Objekt nicht verzieht (warping).
Die Schichtstärke sowie Breite der Extrusion hängen hauptsächlich vom Durchmesser der Düse ab. Die Schichtstärke beträgt im Mittel etwa 50 % des Düsendurchmessers, die Breite liegt etwa 20 % über dem Düsendurchmesser. Die meisten 3D-Drucker sind mit einer 0,4-mm-Düse ausgestattet, damit ergibt sich eine Schichthöhe von 0,2 mm bei einer Breite von 0,48 mm. Um Wandstärken zu erreichen, die über der maximalen Breite der Extrusion liegen, müssen mehrere Extrusionen nebeneinander gesetzt werden (wall loops).
Es können Vollkörper und Hohlkörper gefertigt werden, in der Praxis wird bei Vollkörpern jedoch im inneren eine Stütz-Struktur (Sparse Infill) mit einer reduzierten Dichte (zum Beispiel 10 bis 25 %) erstellt. Dies sorgt für eine Materialersparnis und auch für eine Verkürzung der Druckzeit. Auskragende Bauteile müssen durch eine entsprechende, durch den 3D-Drucker erstellte, äußere Stützstruktur (Support) gestützt werden. Diese kann nach dem Druck entfernt werden. Das Stützmaterial kann dabei entweder durch denselben Werkstoff wie das Modell hergestellt werden oder aus einem weiteren, zum Beispiel wasserlöslichen oder kostengünstigeren Werkstoff hergestellt werden. Für die Verarbeitung mehrerer Werkstoffe sind entweder mehrere Extruder notwendig oder das Filament muss während des Drucks (manuell oder automatisch) gewechselt werden, was die Druckdauer in der Regel signifikant erhöht.
Moderne 3D-Drucker mit entsprechender Geometrie bzw. Abstand um den Extruder können auch mit non-planarem G-Code angesteuert werden. Dies maskiert die für den FDM-Druck typischen Schichtlinien bzw. erlaubt es in bestimmten Fällen auf Stützstrukturen zu verzichten.

## Werkstoffe und Daten

### Polymere
Für das FDM-Verfahren können Formwachse und Thermoplaste wie PLA, ABS, ASA, PA, PC, PP, PETG und thermoplastische Elastomere wie TPU (in diesem Kontext auch Flex genannt) eingesetzt werden. Mit einem Marktanteil von 39 % war PLA im Jahr 2020 der wichtigste Werkstoff, gefolgt von ABS mit einem Marktanteil von 28 %.

### Metalle
In einer anderen Variante werden die Filamente mit Metallpulvern hochgefüllt und das gedruckte Bauteil anschließend entbindert und gesintert, um eine rein metallische Struktur zu erhalten. Der Verfahrensablauf weist Analogien zum Metallpulverspritzguss auf; der beim Sintern des Metallpulvers auftretende Volumenschrumpf muss ebenfalls bei der Konstruktion des FDM-Bauteils berücksichtigt werden. Neben rein metallischen Bauteilen können auf diese Weise auch Metallmatrix-Verbundwerkstoffe erzeugt werden.

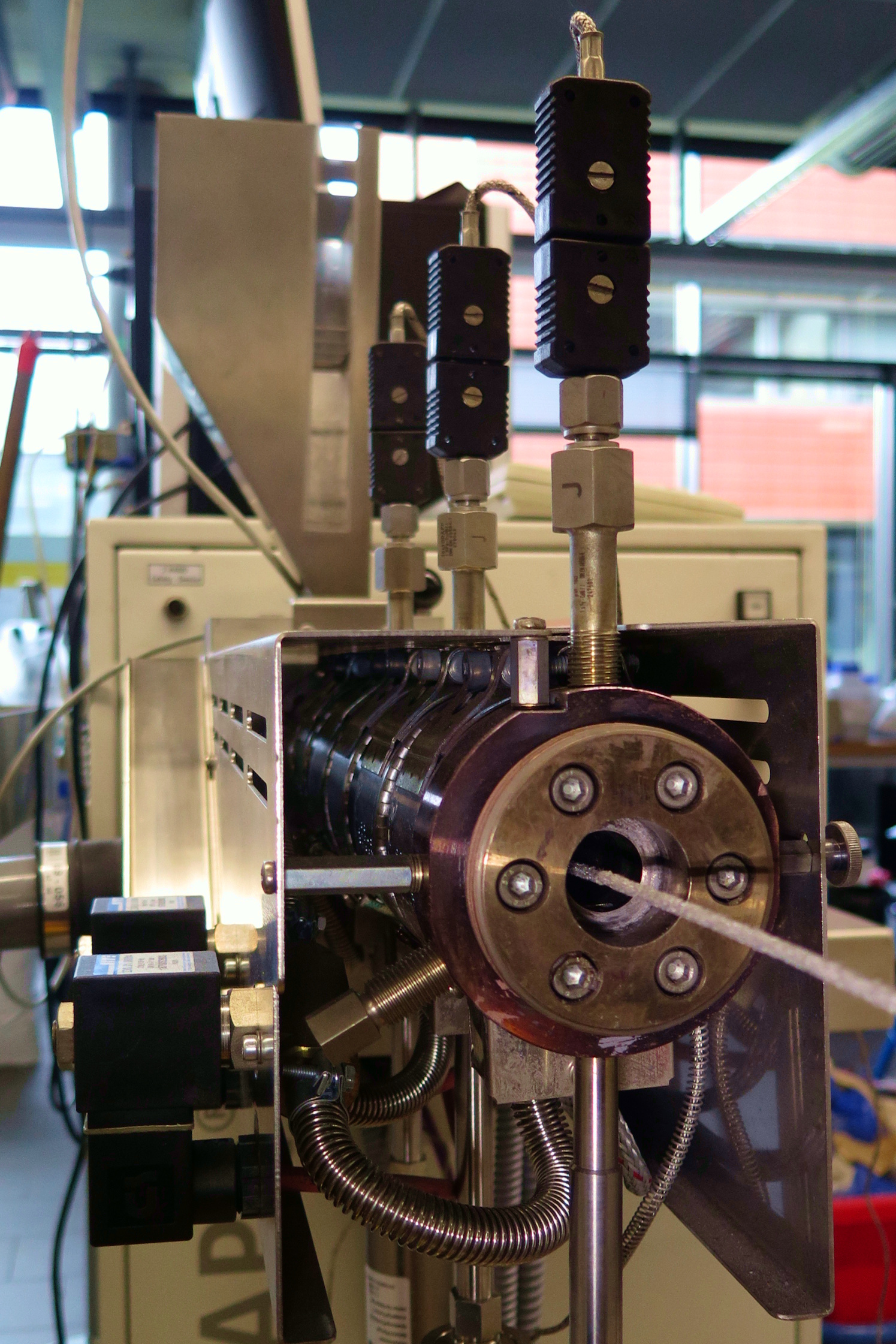
Filamentherstellung mittels Extruder

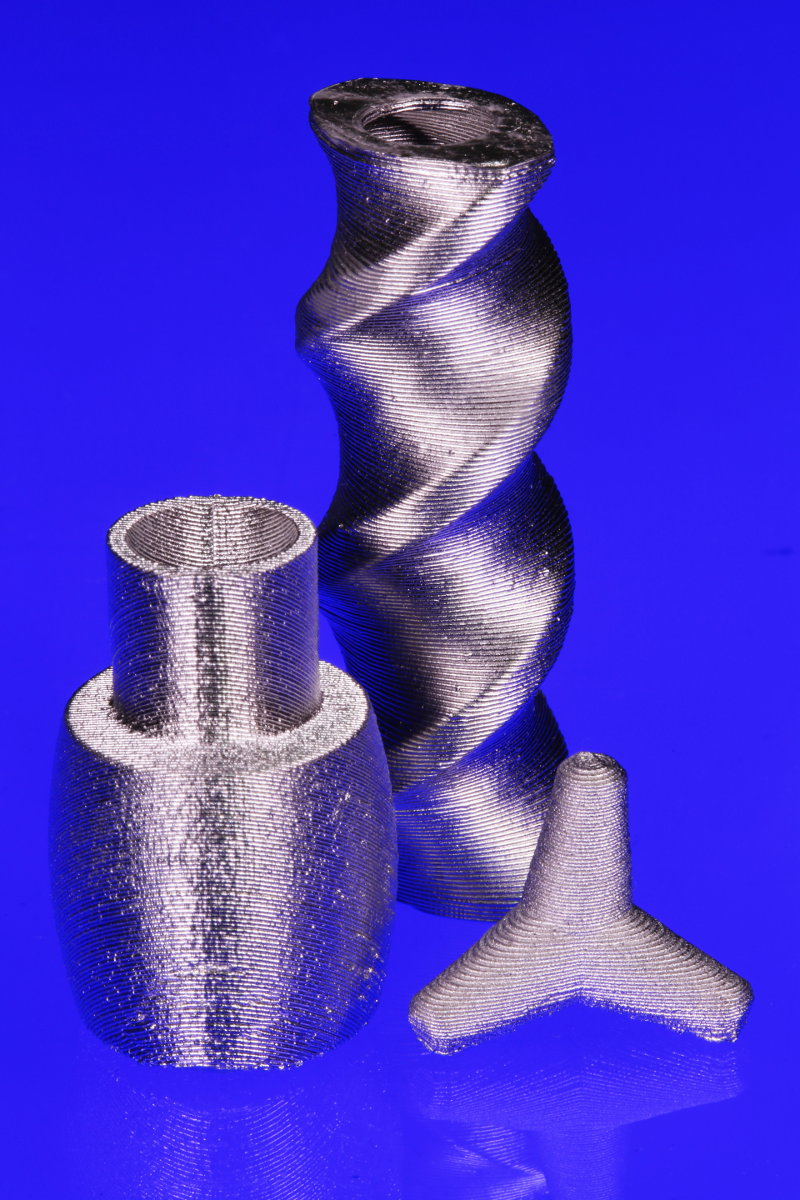
Filamentgedruckte und gesinterte Bauteile aus hochlegiertem Stahl

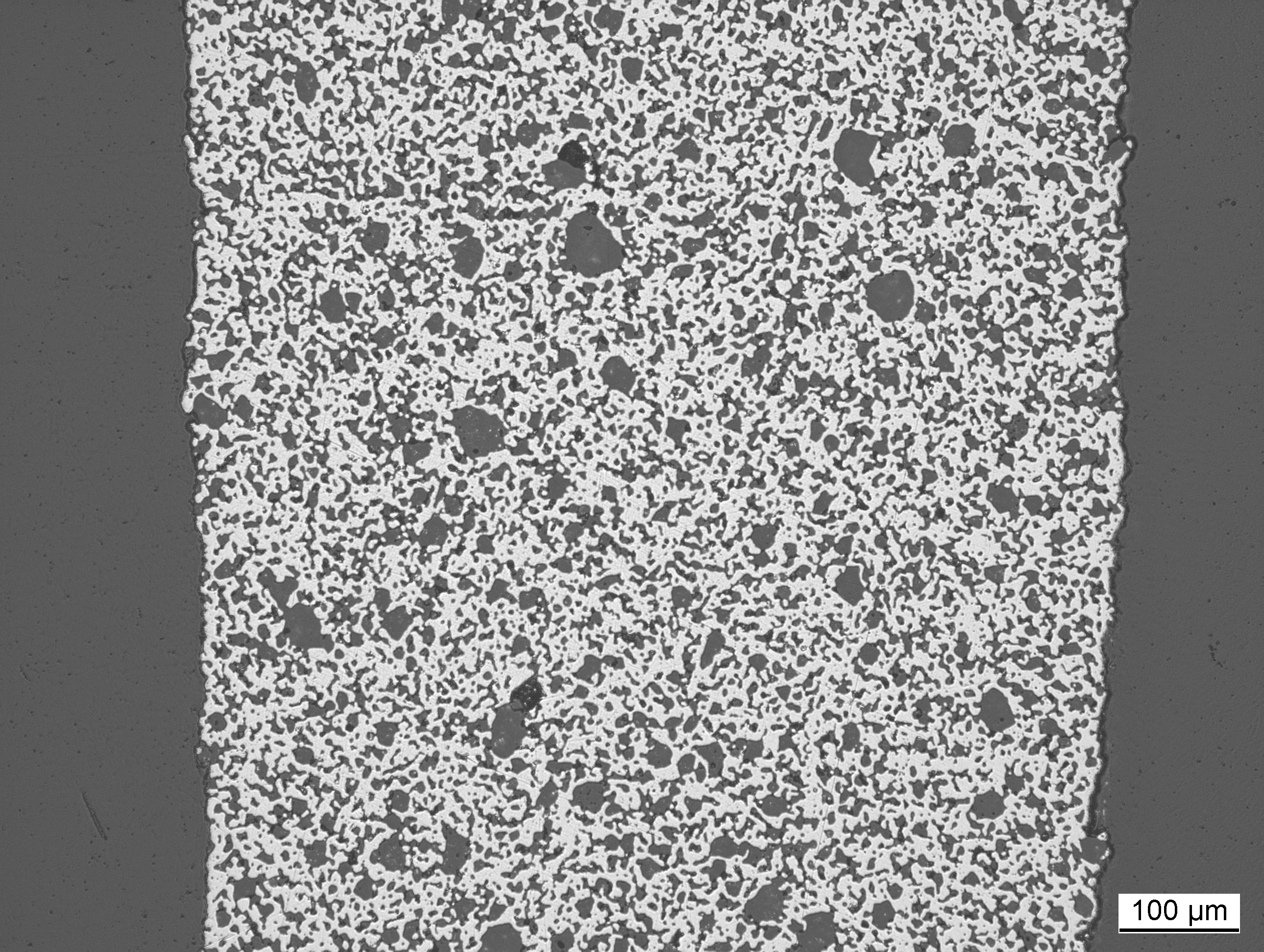
Schliffbild eines filamentgedruckten und gesinterten Stegs (Eisen-Tricalciumphosphat-Verbundwerkstoff)

### Sonstige Werkstoffe
Abwandlungen des FDM-Verfahrens zur Verarbeitung keramischer Werkstoffe und entsprechender Verbundwerkstoffe stehen unter CERN Open Hardware License (OHL) open-source zur Verfügung.

## Verfahrensvarianten
Eine weitere Variante ist Prozessieren des FDM-Verfahrens unter dem Ausschluss von Luftsauerstoff, also unter einer Schutzgasatmosphäre (z. B. Stickstoff oder Argon). Dies ist bei selektivem Lasersintern (SLS) aufgrund der auftretenden hohen Temperaturen üblich. Bei dem Betrieb des FDM-3D-Druckers unter Schutzgas kann eine verbesserte Schichthaftung der gedruckten Kunststoffschichten aneinander erzielt werden.

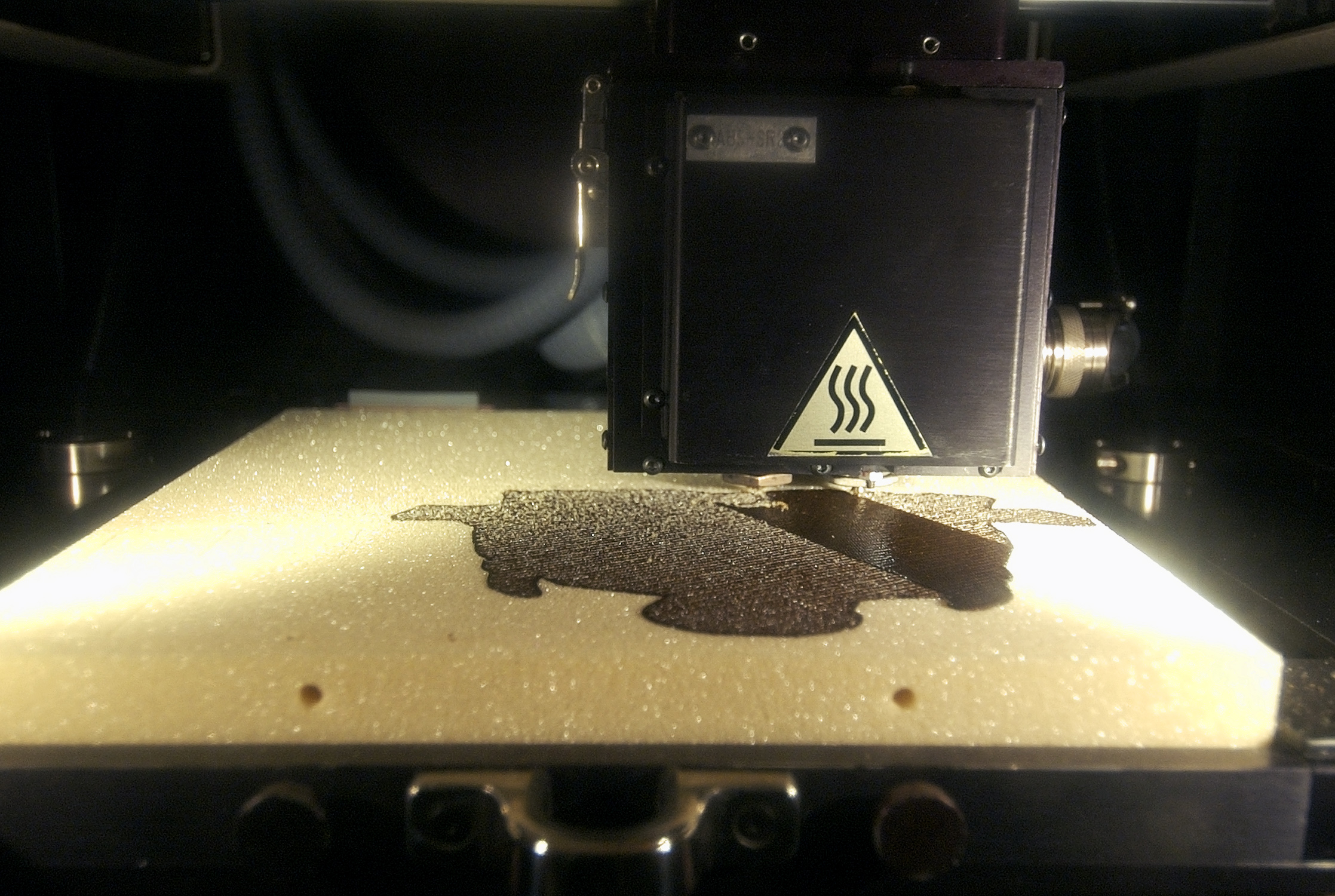
Stratasys FDM MedModeler – Am Anfang
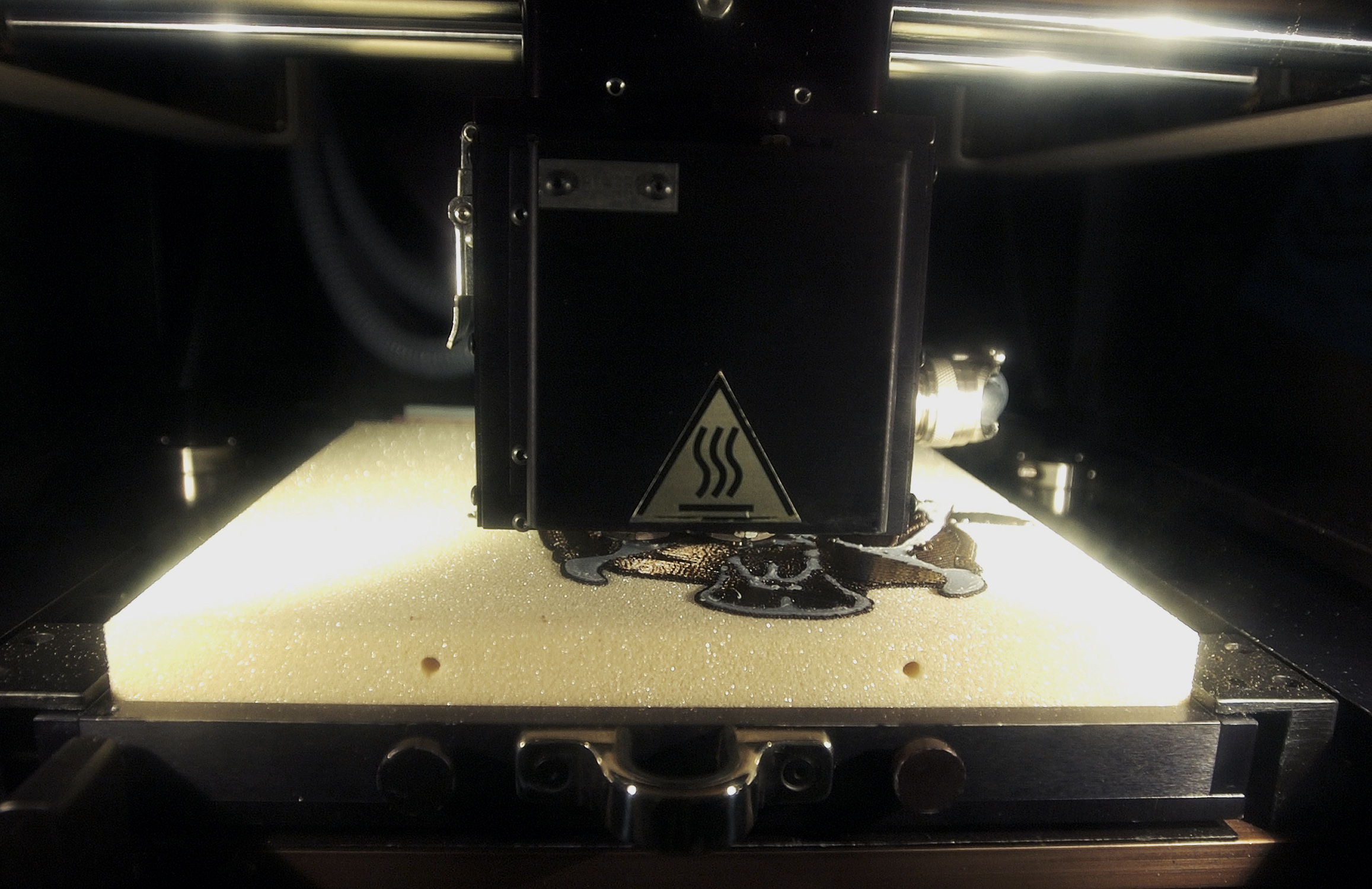
Der Kunststoff wird aufgetragen.
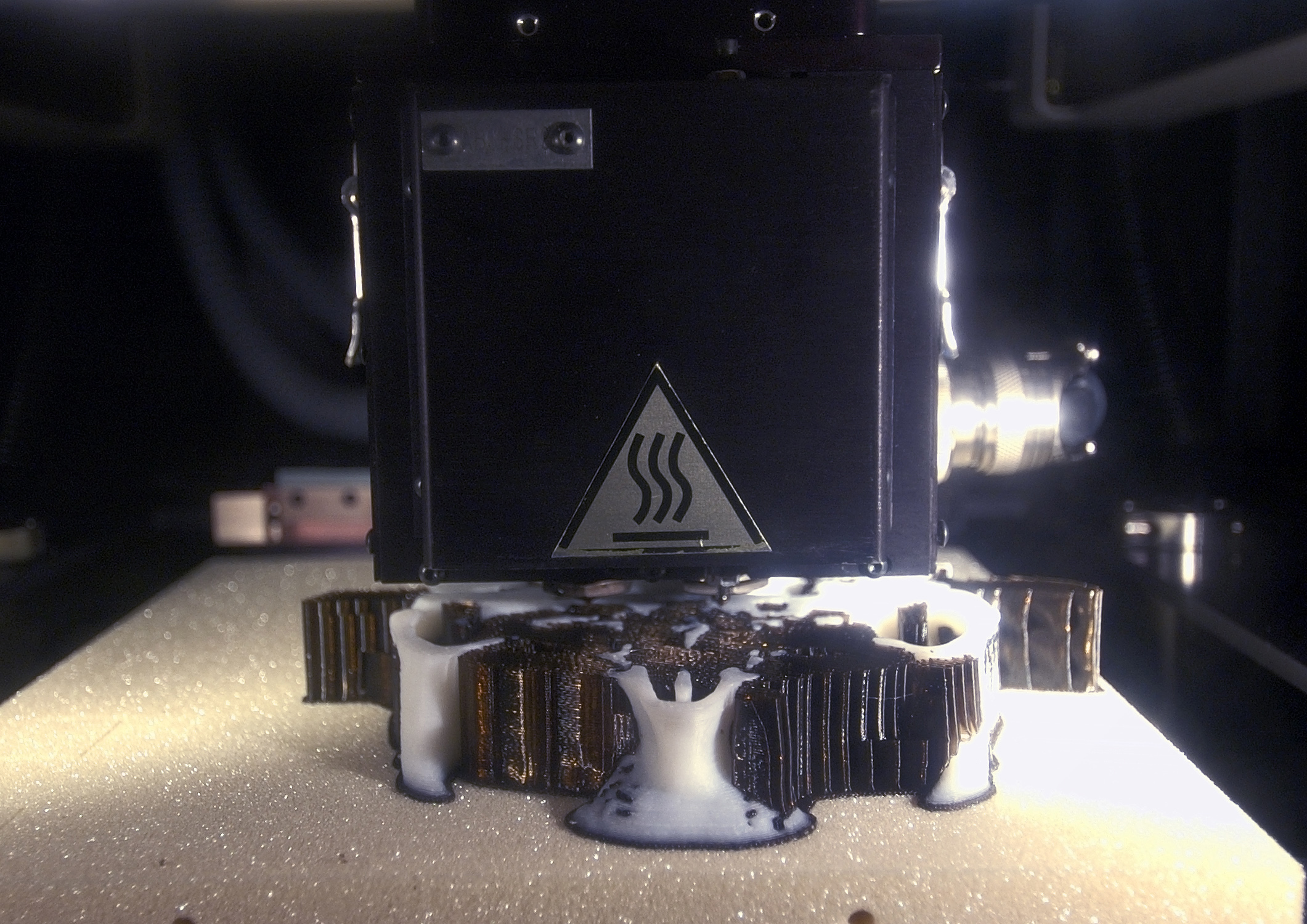
Das Modell ist zu etwa 1/4 fertig.
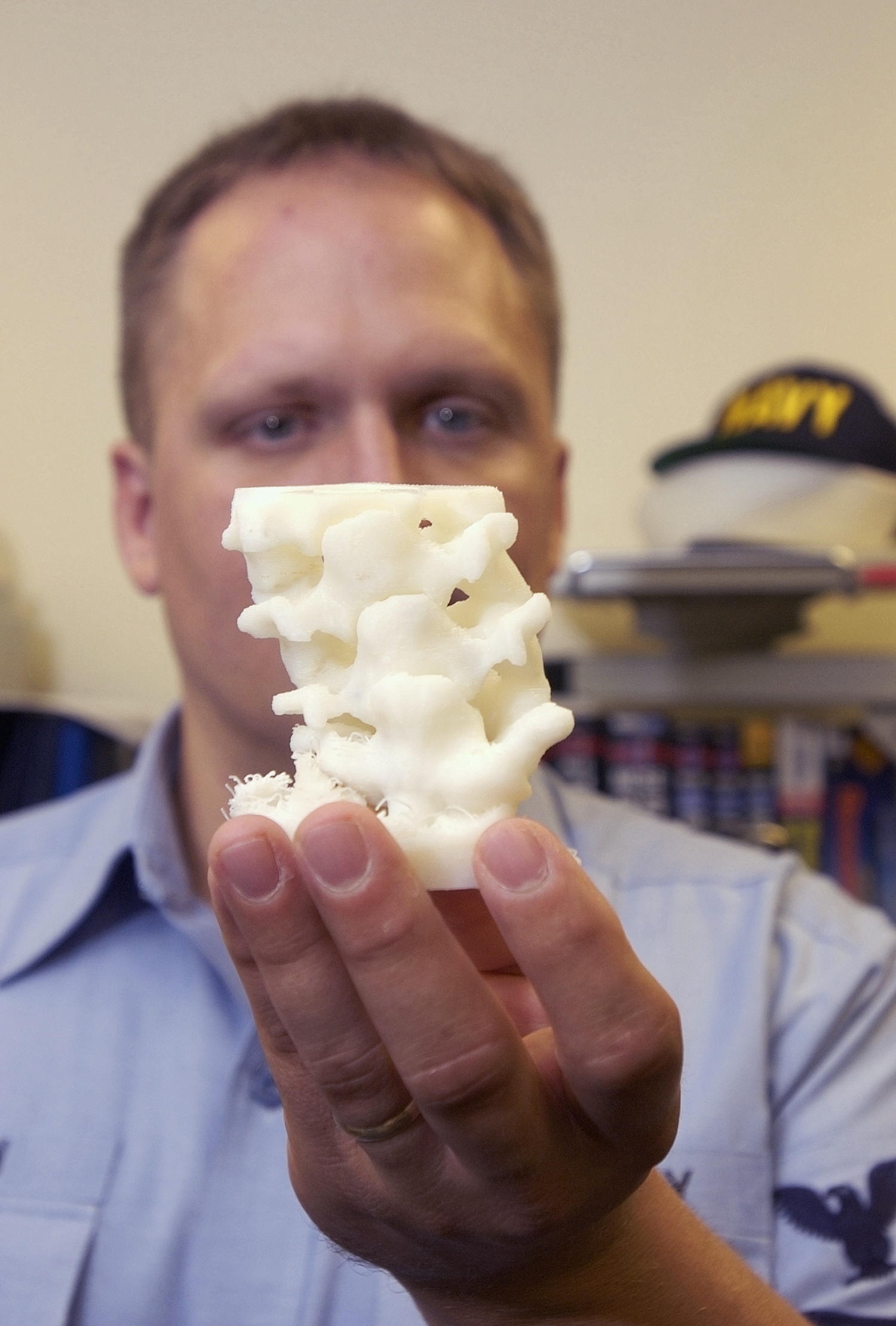
Nachdem die in schwarzem Kunststoff gedruckten Stützstrukturen entfernt wurden, verbleibt ein dreidimensionales Modell einer Wirbelsäule.